# 정글번치: 빙산으로의 귀환
정글번치: 빙산으로의 귀환(Les As de la jungle: Opération banquise)은 2011년 공개된 프랑스의 애니메이션 영화이다. 애니메이션 Les As de la jungle의 극장판이다. 2012년 시카프(SICAF)와 최강애니전에서 각각 TV&커미션드 우수상과 관객상을 수상한 바 있다.

## 줄거리
평화롭던 남극의 펭귄마을은 바다코끼리 악당들의 습격으로 위기에 처했다. 바다코끼리들에게 펭귄 알을 인질로 잡힌 펭귄들은 물고기를 조공으로 바쳐야만 한다. 한편 우연한 계기로 정글에서 태어나 호랑이 밑에서 자란 남극 펭귄 모리스는 반복되는 훈련과 몸에 호랑이 줄무늬를 그려넣는 노력 끝에 정글을 호령하는 타이거 펭귄이 되었다. 펭귄 남매 핑과 퐁은 바다코끼리로부터 펭귄마을을 구해줄 전설 속의 ‘호랑이 전사와 일곱 용사’를 찾아 머나먼 정글까지 찾아온다. 모리스와 친구들은 팀을 이루어 산을 넘고 물을 건너 남극으로의 모험을 떠나게 된다.